# Guaiquinimia
Guaiquinimia is een geslacht van hooiwagens uit de familie Guasiniidae.
De wetenschappelijke naam Guaiquinimia is voor het eerst geldig gepubliceerd door González-Sponga in 1997. 

## Soorten
Guaiquinimia is monotypisch en omvat slechts de volgende soort:
- Guaiquinimia longipes